# Hilversum Challenger
L'Hilversum Challenger è stato un torneo professionistico di tennis giocato su campi in terra rossa. Faceva parte dell'ATP Challenger Series. Si giocava annualmente a Hilversum in Paesi Bassi.

## Albo d'oro

### Singolare
| Anno | Campione              | Finalista              | Punteggio     |
| ---- | --------------------- | ---------------------- | ------------- |
| 2004 | Philipp Kohlschreiber | Dennis van Scheppingen | 4–6, 6–4, 6–4 |
| 2003 | Martin Verkerk        | John van Lottum        | 6–3, 6–1      |
| 2002 | Tomáš Zíb             | Florent Serra          | 7–6(3), 6–1   |

### Doppio
| Anno | Campioni                                 | Finalisti                   | Punteggio      |
| ---- | ---------------------------------------- | --------------------------- | -------------- |
| 2004 | Fred Hemmes Melle Van Gemerden           | Attila Sávolt Gabriel Trifu | 7–6(3), 7–6(3) |
| 2003 | Mariusz Fyrstenberg Marcin Matkowski     | Fred Hemmes Mark Nielsen    | 6–2, 7–5       |
| 2002 | Stefano Pescosolido Aisam-ul-Haq Qureshi | John Hui Anthony Ross       | 7–6(4), 6–0    |